# Le Theil (Manche)
Le Theil és un municipi francès situat al departament de la Manche i a la regió de Normandia. L'any 2007 tenia 675 habitants.

## Demografia

### Població
El 2007 la població de fet de Le Theil era de 675 persones. Hi havia 242 famílies de les quals 46 eren unipersonals (25 homes vivint sols i 21 dones vivint soles), 71 parelles sense fills, 117 parelles amb fills i 8 famílies monoparentals amb fills.
La població ha evolucionat segons el següent gràfic:
Habitants censats

### Habitatges
El 2007 hi havia 266 habitatges, 240 eren l'habitatge principal de la família, 11 eren segones residències i 15 estaven desocupats. Tots els 263 habitatges eren cases. Dels 240 habitatges principals, 208 estaven ocupats pels seus propietaris, 26 estaven llogats i ocupats pels llogaters i 6 estaven cedits a títol gratuït; 13 tenien dues cambres, 29 en tenien tres, 50 en tenien quatre i 148 en tenien cinc o més. 201 habitatges disposaven pel capbaix d'una plaça de pàrquing. A 88 habitatges hi havia un automòbil i a 138 n'hi havia dos o més.

### Piràmide de població
La piràmide de població per edats i sexe el 2009 era:
| Homes | Edats   | Dones |
| ----- | ------- | ----- |
| 0     | 95 o +  | 0     |
| 0     | 90 a 94 | 0     |
| 4     | 85 a 89 | 8     |
| 0     | 80 a 84 | 8     |
| 0     | 75 a 79 | 12    |
| 16    | 70 a 74 | 12    |
| 12    | 65 a 69 | 0     |
| 16    | 60 a 64 | 12    |
| 0     | 55 a 59 | 4     |
| 24    | 50 a 54 | 16    |
| 28    | 45 a 49 | 36    |
| 12    | 40 a 44 | 12    |
| 16    | 35 a 39 | 8     |
| 36    | 30 a 34 | 32    |
| 36    | 25 a 29 | 20    |
| 20    | 20 a 24 | 8     |
| 8     | 15 a 19 | 8     |
| 16    | 10 a 14 | 20    |
| 12    | 5 a 9   | 24    |
| 24    | 0 a 4   | 36    |

## Economia
El 2007 la població en edat de treballar era de 413 persones, 311 eren actives i 102 eren inactives. De les 311 persones actives 284 estaven ocupades (167 homes i 117 dones) i 27 estaven aturades (9 homes i 18 dones). De les 102 persones inactives 35 estaven jubilades, 29 estaven estudiant i 38 estaven classificades com a «altres inactius».

### Ingressos
El 2009 a Le Theil hi havia 237 unitats fiscals que integraven 668 persones, la mediana anual d'ingressos fiscals per persona era de 15.067 €.

### Activitats econòmiques
Dels 15 establiments que hi havia el 2007, 1 era d'una empresa alimentària, 3 d'empreses de fabricació d'altres productes industrials, 5 d'empreses de construcció, 1 d'una empresa de transport, 1 d'una empresa d'hostatgeria i restauració, 1 d'una empresa d'informació i comunicació, 1 d'una empresa immobiliària i 2 d'empreses de serveis.
Dels 4 establiments de servei als particulars que hi havia el 2009, 1 era un paleta, 1 guixaire pintor i 2 fusteries.
L'únic establiment comercial que hi havia el 2009 era una fleca.
L'any 2000 a Le Theil hi havia 52 explotacions agrícoles que ocupaven un total de 816 hectàrees.

## Equipaments sanitaris i escolars
El 2009 hi havia una escola elemental.

## Poblacions més properes
El següent diagrama mostra les poblacions més properes.